# Chapelle Saint-Paul de Bourges
Pour les articles homonymes, voir Chapelle Saint-Paul (homonymie).
La chapelle Saint-Paul est un édifice catholique situé avenue de Lattre de Tassigny dans le quartier des Gibjoncs à Bourges (Cher). Depuis le 27 septembre 2016, l'édifice est Label « Patrimoine du XXe siècle ».

## Description
Cette chapelle est construite en béton, de forme ronde, elle s'enroule autour du clocher. Sa toiture est en forme d'escargot.

## Historique
La chapelle a été ouverte au culte sans inauguration en 1972, pendant l'épiscopat de Paul Vignancour.

## Paroisse
Cette chapelle fait partie de la paroisse Saint-Jean.